# Savoské dialekty

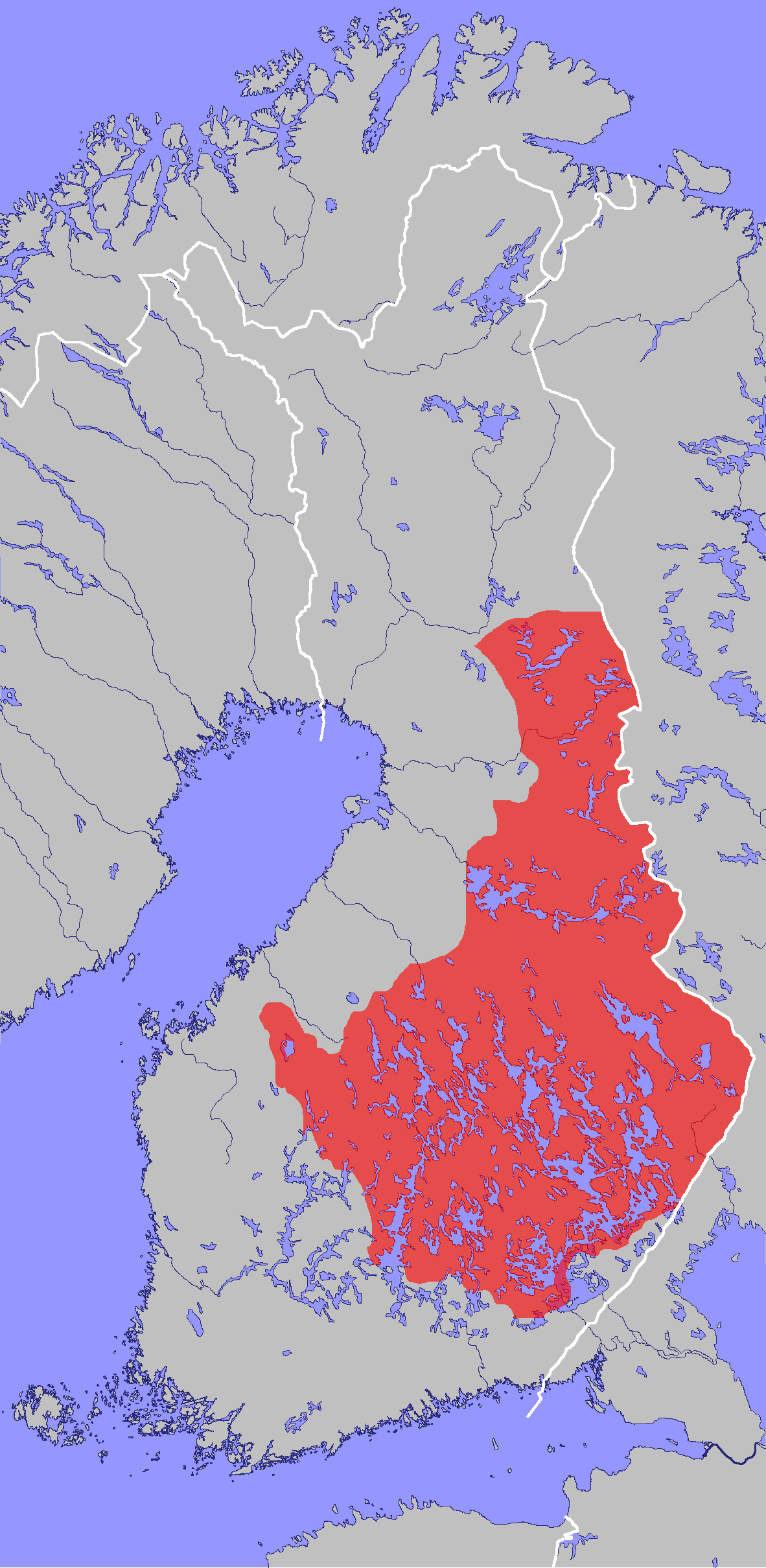
Rozšíření savoských dialektů.

Savoské dialekty (nazývané také jako savoská finština) jsou nejrozšířenější nářeční skupinou finského jazyka, jíž se mluví v kraji Savo, severní Ostrobotnii a severní Karélii. Území, kde je toto nářečí rozšířeno, pokrývá jednu třetinu celého území Finska. Patří do skupiny východofinských dialektů. 

## Dialekty
Dělí se na několik dalších skupin nářečí: 
- Severosavoská nářečí
- Jihosavoská nářečí
- Nářečí na území Savonlinny
- Východosavoská nářečí (severokarelská)
- Kainuuská nářečí
- Nářečí Středního Finska
- Nářečí Päijät-Häme
- Nářečí Keuruu-Evijärvi
- Värmlandská savoská nářečí

## Příklady

### Číslovky
| Savosky   | Česky |
| yks       | jeden |
| kaks      | dva   |
| kolome    | tři   |
| nelejä    | čtyři |
| viis      | pět   |
| kuus      | šest  |
| seittämäʼ | sedm  |
| kaheksaʼ  | osm   |
| ykehsäʼ   | devět |
| kymmeneʼ  | deset |